# 湘南医療大学附属下田看護専門学校
湘南医療大学附属下田看護専門学校（しょうなんいりょうだいがくふぞくしもだかんごせいせんもんがっこう）は、静岡県下田市にある私立の専門学校。運営母体は、学校法人湘南ふれあい学園。

## 概要
静岡県下田市に設置されている医療系専門学校である。

## 建学の理念
人を尊び、命を尊び、個を敬愛す。

## 沿革

### 略歴
当校は、2004年に開校、2020年に現在の校名に改称した。

### 年表
- 2004年4月 - 開校[1]
- 2020年4月 - 湘南医療大学附属下田看護専門学校と名称変更[1]

## 基礎データ

### 所在地
- 静岡県下田市柿崎289番地

### アクセス
- 伊豆急行株式会社伊豆急行線伊豆急下田駅下車
- 東海バス上の山バス停より徒歩3分

## 教育

### 学科
- 看護学科（3年制）

### 卒業時に取得できる資格
- 看護師国家試験受験資格
- 保健師学校受験資格
- 助産師学校受験資格
- 専門士（医療専門課程）[2]

## 施設

### 寮
女子寮が設置されている

## 関係校
学校法人湘南ふれあい学園が設置している教育機関一覧
- 湘南医療大学
- 茅ヶ崎看護専門学校
- 茅ヶ崎リハビリテーション専門学校
- 医療ビジネス観光情報専門学校